# 火器
火器（かき、英語: Firearm）とは、火薬などのエネルギーを利用して飛翔体（弾丸など）を射出する装置。なお防衛省規格の「火器」には射撃統制器材に加え、器材ではないものの射撃及び弾道を含むが、本項ではそれらについては記載しない。

## 概要
火薬そのものの破壊力ではなく、その燃焼ガスの圧力を利用して飛ばした弾丸により、人員の殺傷、建造物・車両などの破壊、航空機の撃墜などの目的を果たす。
防衛省規格では口径20 mm未満の火器を小火器、20 mm以上の火器を火砲と分類している。小火器(銃、銃器)の定義は「火薬類の燃焼ガスの圧力によって、飛翔体（弾丸など）を射出する装置のうち小形なもの。通常，口径 20 mm 未満の火器をいうが、最近では，口径が大きい擲弾発射器などの個人携行火器を含める場合が多い」であり、火砲(砲、砲熕武器:ほうこうぶき)の定義は「口径が 20 mm以上の火器」である。
軍事用語としての重火器については当該項目を参照のこと。
火器を用いた戦闘を火戦と言い、刀・槍・ナイフ、銃剣などによる白兵戦と区別する。